# チドメグサ
チドメグサ（血止草、Hydrocotyle sibthorpioides）は、ウコギ科チドメグサ属に属する被子植物の1種。
道端や人家近くに生える常緑の多年草。和名の血止草は、この葉の汁を傷口につけると血が止まることからつけられた。

## 特徴
細い茎はよく枝分かれし、節から根を出して地面を這う。葉は互生し、葉柄は長い。葉身は切れ込みがある幅1 - 1.5センチメートル (cm) の円形で、基部は心形、表面に光沢をもち、折り重なるように地面に出ている。4 - 10月に葉の腋に細い柄を1本出し、そこに小形の散形花序をつけ、白色、または帯紫色の小さな花がかたまって開く。花序は葉より短い。花弁は5個。

## 分布
本州・四国・九州・沖縄・小笠原に分布する。関東地方以北では冬に枯れてしまい、先端だけが残る。
世界的には日本から朝鮮南部・中国を経てアジアの暖帯・熱帯域、オーストラリア、アフリカにまで分布する。

## 利用
雑草として至る所に見られ、芝生などに生えると防除しにくい。収斂作用による止血成分があり、古く民間で外傷の止血に使ったためこの名がある。血止め薬の使用法としては、生葉を揉んで切り傷などの血止めに使うとよいとされる。あるいは、洗ったあと乾燥して生薬のように用いる。